# جبل أوباما
جبل أوباما (المعروف سابقاً باسم قمة بوجي حتى 2009)، هو أعلى نقطة في أنتيغوا وباربودا،يقع في أقصى الجنوب الغربي من جزيرة أنتيغوا. يصل ارتفاع الجبل إلى 402 مترا (1,319 قدم) وسمي على اسم باراك أوباما،الرئيس 44 للولايات المتحدة.

## تغيير الأسم
في 4 أغسطس،2009 (عيد ميلاد باراك أوباما)،قام بالدوين سبنسر رئيس وزراء أنتيغوا وبربودا بإعادة تسمية الجبل من قمة بوجي إلى جبل أوباما.